# بارکوت
بارکوت (به انگلیسی: Barkot) یک منطقهٔ مسکونی در هند است که در بخش اترکاشی واقع شده‌است. بارکوت ۶ کیلومتر مربع مساحت و ۱۶٬۵۶۸ نفر جمعیت دارد و ۱٬۲۲۰ متر بالاتر از سطح دریا واقع شده‌است.